# Alithiní (Héraklion)
Alithiní, en grec moderne : Αληθινή, est un village du dème de Phaistos, en Crète, en Grèce. Selon le recensement de 2011, la population d'Alithiní compte 148 habitants. Il est situé à une altitude de 150 m et à proximité de Míres.